# Singhius
Singhius es un género de insectos hemípteros de la familia Aleyrodidae, subfamilia Aleyrodinae. El género fue descrito primero por Takahashi en 1932.

## Especies
La siguiente es la lista de especies pertenecientes a este género.
- Singhius ehretiae Jesudasan & David, 1991
- Singhius hibisci (Kotinsky, 1907)
- Singhius morindae Sundararaj & David, 1992
- Singhius russellae (David & Subramaniam, 1976)